# Quận Indian River, Florida
Quận Indian River là một quận thuộc tiểu bang Florida, Hoa Kỳ. Quận lỵ đóng ở Vero Beach6. 
Dân số theo điều tra năm 2010 của Cục điều tra dân số Hoa Kỳ là 138028 người.

## Địa lý
Theo Cục điều tra dân số Hoa Kỳ, quận này có diện tích 1600 km2, trong đó có 300 km2 là diện tích mặt nước.